# Презаштићеност
Презаштићеност је превелика брига породице (или појединог родитеља) за дете због посебних емоционалних ставова или других фактора који су, у сваком појединачном случају, специфични. Испољавање презаштићености је индивидуално и то од уобичајених облика појачане бриге до потпуног спутавања развоја индивидуалности и креативности детета. Из наведених разлога, презаштићеност неки убрајају у облике злостављања детета.